# Ibisovití
Ibisovití (Threskiornithidae) je čeleď velkých ptáků z řádu brodiví a pelikáni (Pelecaniformes). Zástupci čeledi žijící hlavně v subtropických a v tropickém podnebném pásu. Čeleď je tvořena dvěma na první pohled rozdílnými skupinami, nejviditelnějším rozlišovacím znamení je zde tvar zobáku. Jedná skupina ibisi (podčeleď Threskiornithinae) mají dlouhý úzký zobák dolů srpovitě zahnutý, druhá kolpíci (Plataleinae) mají zobák na konci rozšířený v rohovitou lopatku.
Nejčastěji obývají vnitrozemské vody nebo žijí i v brakických vodách lagun a v příbřežních mangrovových porostech. Hlavním biotopem jsou bažinatá prostředí ale někteří (např. ibis hagedaš) žijí na suchých bezlesých územích. V Česku nehnízdí žádný, velmi sporadicky tam pouze zalétává ibis hnědý.

## Popis
Ibisovití jsou ptáci středně velcí, podsadití, od špičky zobáku po konec ocasu měří 50 až 110 cm a váží až 0,5 až 4,5 kg. Samci jsou znatelně větší, obě pohlaví mají peří stejně zbarvené. Ibisi mají peří barvy bílé, černé, šedé hnědé, šarlatově červené a mívá kovový lesk, kolpíci jsou pouze bílí; mladí ptáci jsou zbarveni stejně, pouze se jim méně leskne peří. Mají husté opeření které je někdy na hlavě, krku i kostrči prodloužené, prachové peří vyrůstá po celém těle. Na hlavě mají kožovité záhyby a lysá místa krytá někdy prodlouženými péry, tvář a krk bývají holé. Křídla jsou dlouhá a široká s 11 letkami, rozpětí křídel dosahuje 80 až 120 cm, ocas je krátký s 12 péry. Umístění nozder dovoluje dýchání i při krmení, pod dolní čelisti ústí kanálek pro odtok ze solné žlázy odvádějící nadbytečnou sůl. Oči umožňují binokulární vidění. Zvukově se až na výjimky téměř neprojevují, mnozí jen klapou zobáky.
Nohy mají dlouhé a robustní, od poloviny holeně směrem dolů neopeřené, přední prsty mají asi do třetiny spojeny plovací blánou. Dráp prostředního prstu je větší, slouží k rozčesávání peří. Žijí ve velkých hejnech a přes svou relativní velikost většinou odpočívají v bezpečí na stromech. Létají velmi rychle a dobře využívají teplých vzestupných proudů, při letu mají krk natažený (není stočen do "S"). Za letu v hejnu je synchronizována doba mávaní křídel a plachtění. Nepatří mezi tažné ptáky.

## Strava
Ptáci obývají převážně členitá močálovitá území okolo vodních toků nebo nádrží a jsou masožravci, loví ve dne. Při lovu potravy nespolupracují, svým dlouhým zobákem individuálně prohledávají mělkou vodu, bahno nebo měkkou půdu. Živí se převážně drobnými korýši, měkkýši, žábami, vodním hmyzem a také drobnými rybkami. Druhy žijící v suchých prostorách se specializují na drobné obratlovce, větší hmyz i mršiny.

## Rozmnožování
Ibisovití jsou ptáci monogamní, většinou hnízdí ve velkých koloniích (až 1000 párů) na pravidelných místech, často společně s jinými vodními ptáky. Před příchodem samic bojují samci o nejlepší území a pak o samice. Některé druhy mají v době námluv na hlavách vztyčené korunky z peří. Po rituálních námluvách si stavějí objemná hnízda převážně v korunách stromů, na keřích nebo skalnatých útesech v blízkosti vody. Samci přinášejí trávu, rákosí i drobné větvičky a samice hnízda splétají, materiálu není dostatek a proto si ho navzájem kradou.
Po snesení 2 až 5 světle zelených nebo namodralých vajec se při 3 až 4týdenní inkubaci samec se samicí střídá. Narozená mláďat jsou vidoucí ale neschopná samostatného života, nemají účinnou termoregulaci. Rodiče je zahřívají a krmí vyvrhovanou potravou z volete, kterou střídavě nosí, mláďata nežerou potravu ze slané vody, mají krátké rovné zobáky které jim rychle rostou. Opeření jsou za 4 až 8 týdnů. Protože mláďata se líhnou postupně, v bojí o potravu ta nejmladší většinou nepřežijí, obvykle nedospějí více než dva potomci. Po ukončení péče o potomstvo se rodiče většinou přepeřují. V přírodě se dožívají průměrného věku 15 let.

## Taxonomie
Čeleď ibisovití s 36 recentními druhy se dělí do 13 rodů a 2 podčeledí:
- podčeleď ibisi (Threskiornithinae), všechny rody mají jméno ibis
  - rod Bostrychia Gray, 1847
    - ibis olivový (Bostrychia olivacea)
    - ibis svatotomášský (Bostrychia bocagei)
    - ibis kropenatý (Bostrychia rara)
    - ibis hagedaš (Bostrychia hagedash)
    - ibis etiopský (Bostrychia carunculata)

  - rod Cercibis Wagler, 1832
    - ibis dlouhoocasý (Cercibis oxycerca)

  - rod Eudocimus Wagler, 1832
    - ibis bílý (Eudocimus albus)
    - ibis rudý (Eudocimus ruber)

  - rod Geronticus Wagler, 1832
    - ibis skalní (Geronticus eremita)
    - ibis jihoafrický (Geronticus calvus)

  - rod Lophotibis Reichenbach, 1853
    - ibis madagaskarský (Lophotibis cristata)

  - rod Mesembrinibis Peters, 1930
    - ibis lesní (Mesembrinibis cayennensis)

  - rod Nipponia Reichenbach, 1853
    - ibis čínský (Nipponia nippon)

  - rod Phimosus Wagler, 1832
    - ibis tmavý (Phimosus infuscatus)

  - rod Plegadis Kaup, 1829
    - ibis hnědý (Plegadis falcinellus)
    - ibis americký (Plegadis chihi)
    - ibis andský (Plegadis ridgwayi)

  - rod Pseudibis Hodgson, 1844
    - ibis bradavičnatý (Pseudibis papillosa)
    - ibis běloramenný (Pseudibis davisoni)
    - ibis obrovský (Pseudibis gigantea)

  - rod Theristicus Wagler, 1832
    - ibis běločelý (Theristicus caerulescens)
    - ibis bělokřídlý (Theristicus caudatus)
    - ibis šedokřídlý (Theristicus melanopis)
    - ibis šedokřídlý (Theristicus branickii)

  - rod Threskiornis Gray, 1842
    - ibis posvátný (Threskiornis aethiopicus)
    - Threskiornis bernieri
    - ibis réunionský (Threskiornis solitarius)
    - ibis černohlavý (Threskiornis melanocephalus)
    - ibis australský (Threskiornis molucca)
    - ibis žlutokrký (Threskiornis spinicollis)
- podčeleď kolpíci (Plataleinae)
  - rod kolpík (Platalea) Linnaeus, 1758
    - kolpík bílý (Platalea leucorodia)
    - kolpík malý (Platalea minor)
    - kolpík africký (Platalea alba)
    - kolpík královský (Platalea regia)
    - kolpík žlutozobý (Platalea flavipes)
    - kolpík růžový (Platalea ajaja)

## Ohrožení
Mají málo přirozených nepřátel, pouze v době hnízdění představují pro jejich vejce nebezpečí lišky, hadi, divoké kočky a psi. Dožívají se 8 až 15 let. Některé druhy se dobře chovají v zoologických zahradách, na lidí si brzy zvykají a dokonce se tam i rozmnožují.

## Galerie

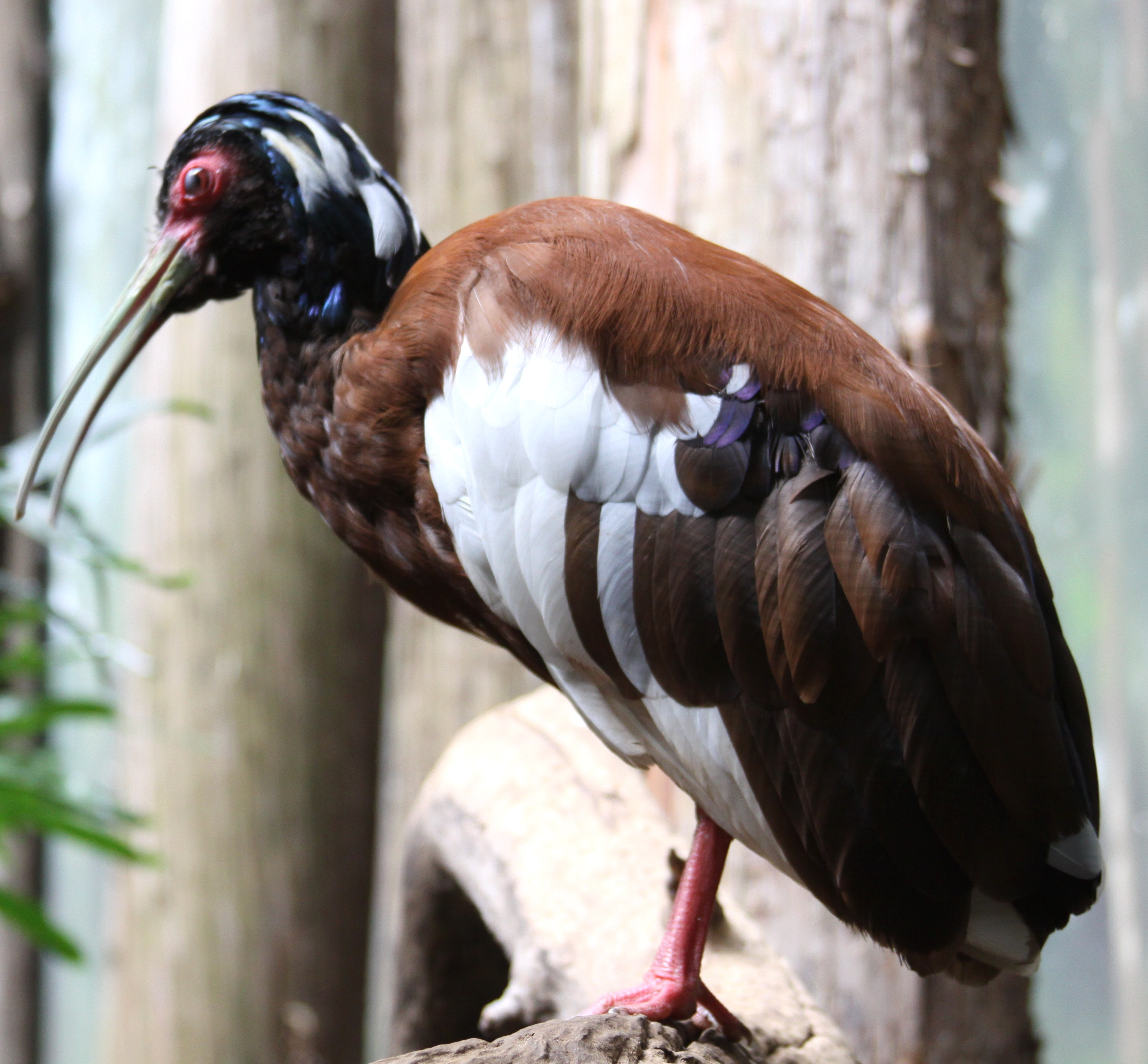
Ibis madagaskarský
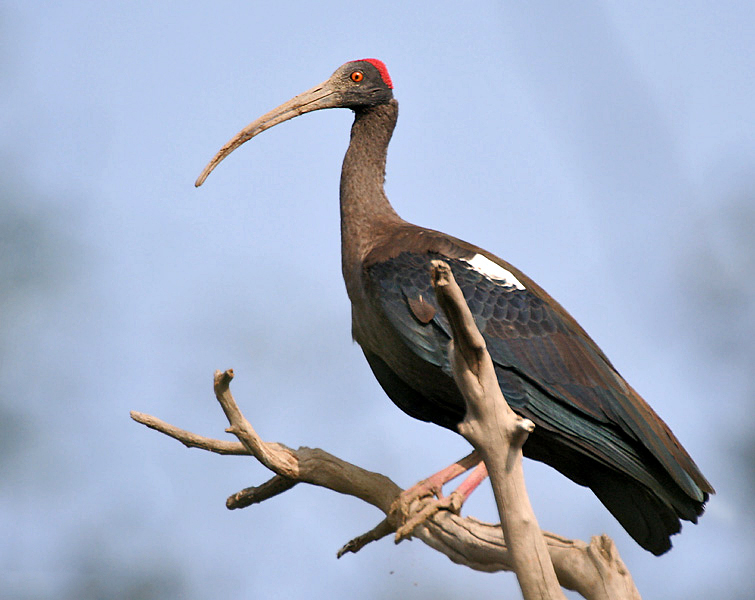
Ibis bradavičnatý
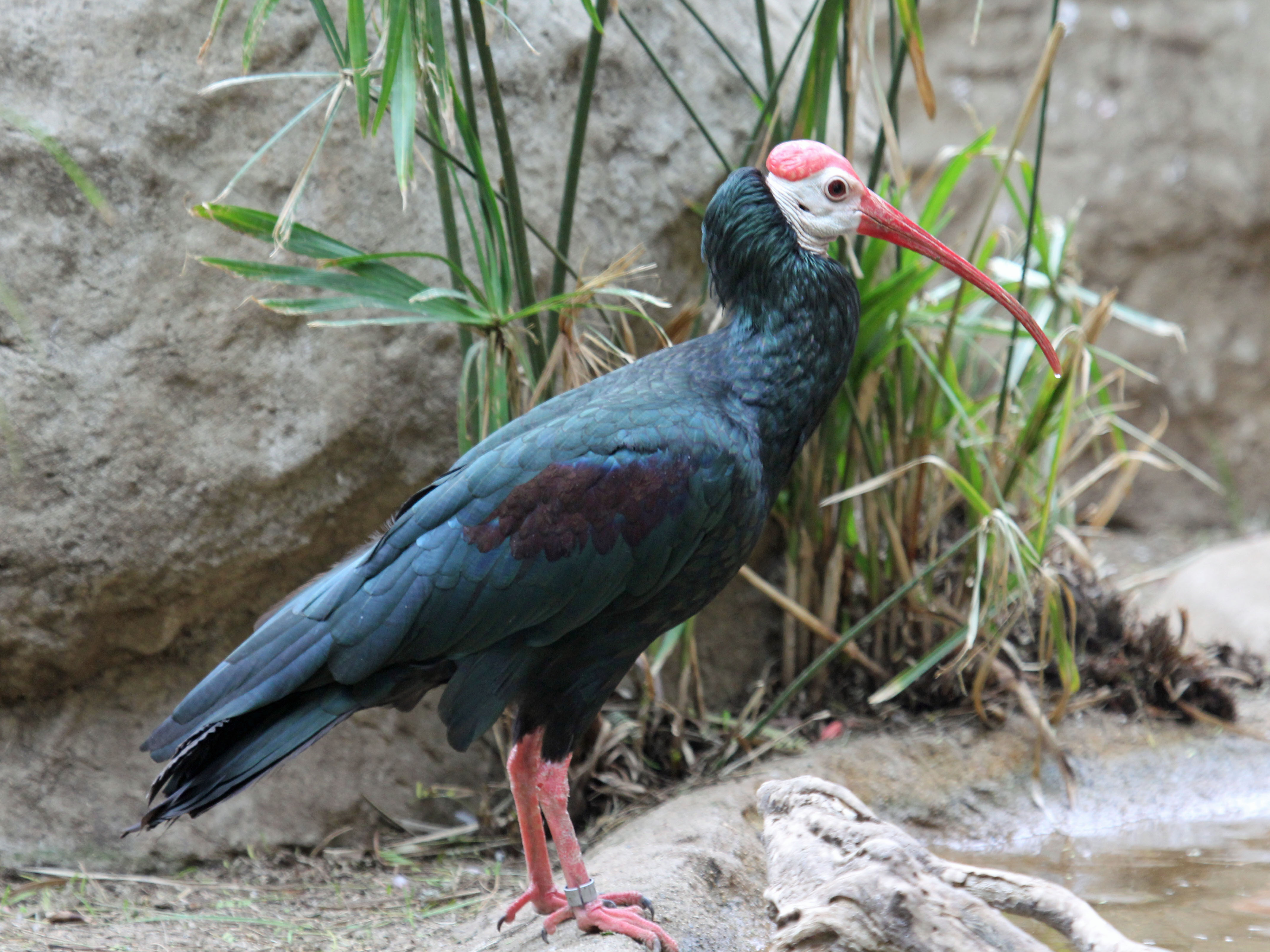
Ibis jihoafrický
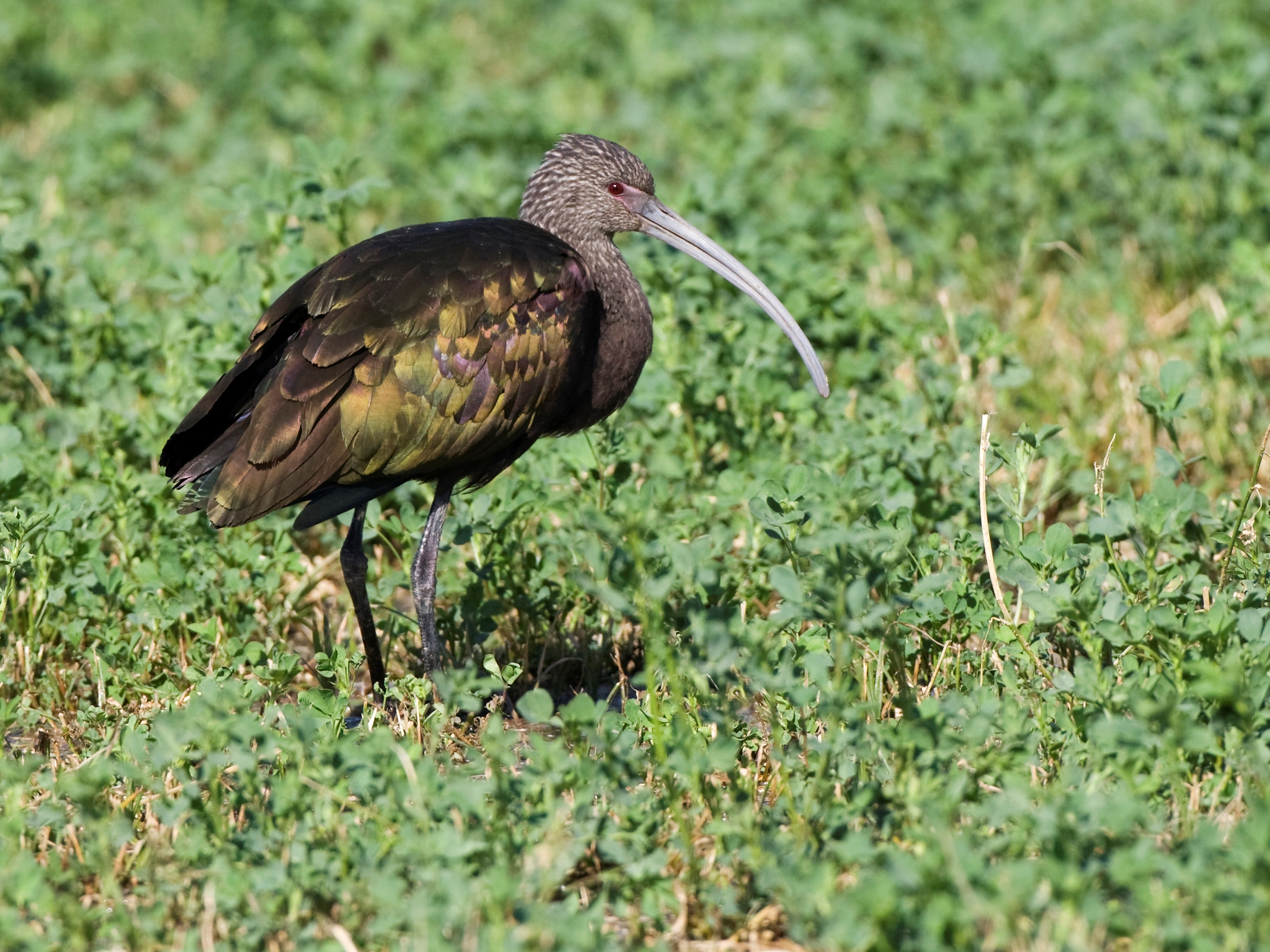
Ibis americký
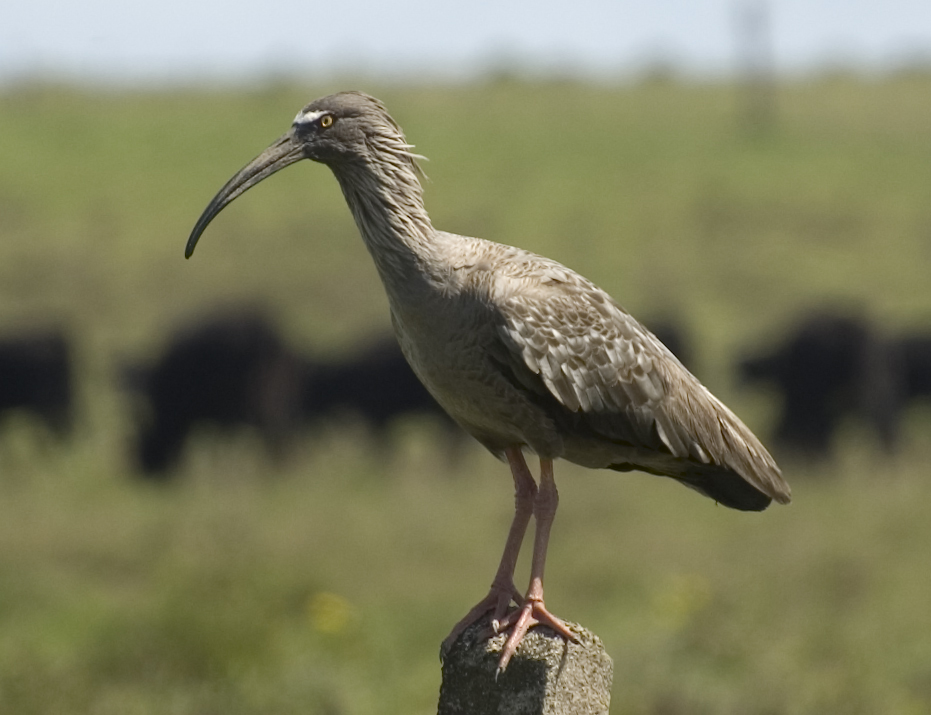
Ibis běločelý
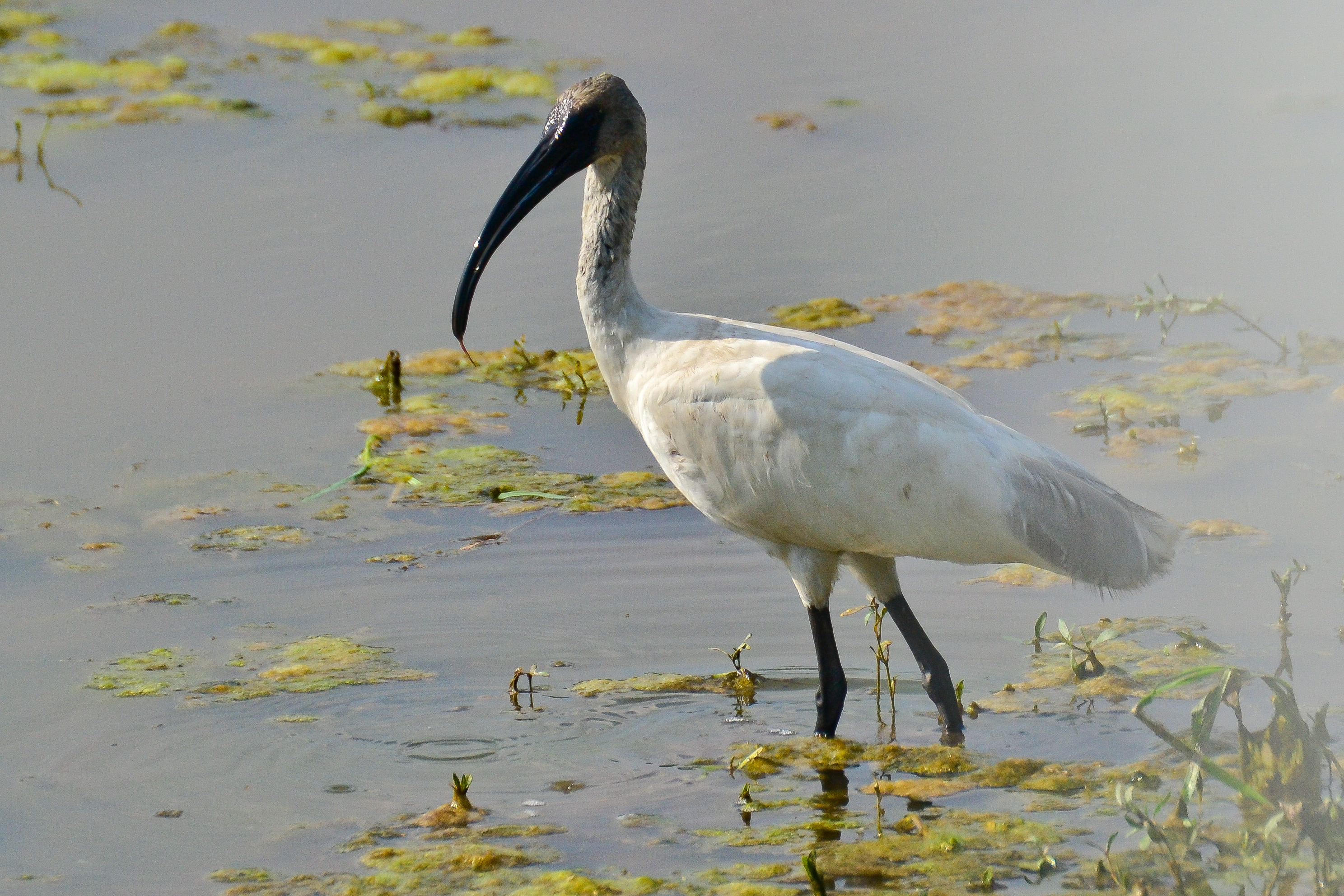
Ibis černohlavý
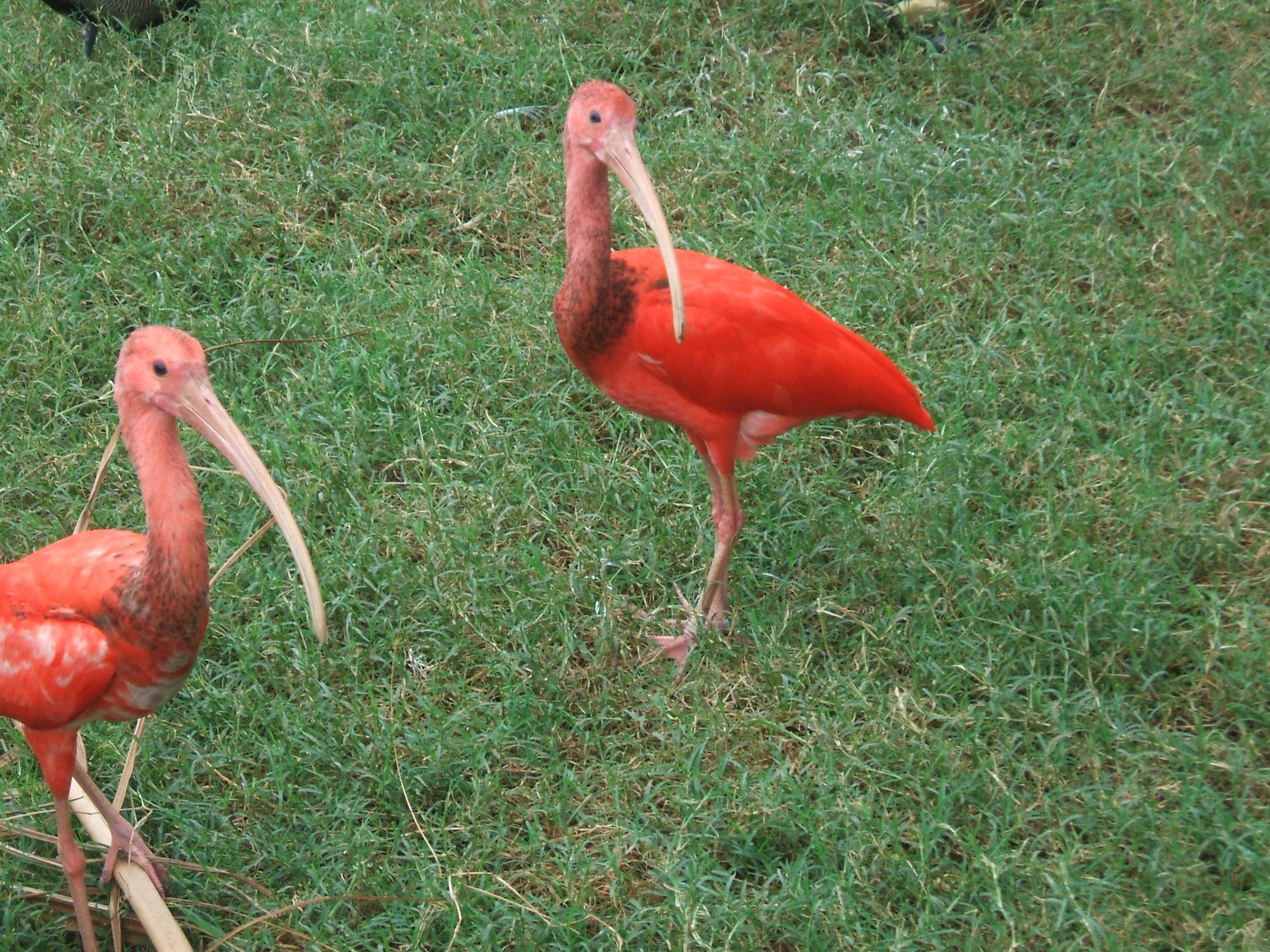
Ibis rudý
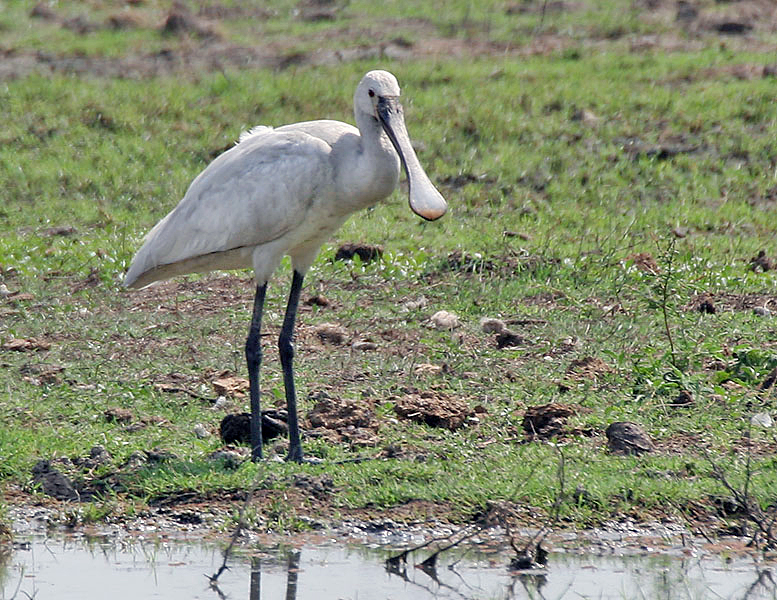
Kolpík bílý